# 四甲基合铁(II)酸锂
四甲基合铁(II)酸锂是一种有机铁化合物，化学式为Li2[Fe(CH3)4]，它和相应的有机钴化合物一样，是高效的甲基化试剂。它可由三氯化铁和甲基锂按1:5化学计量比的反应在乙醚中反应制得，以乙醚合物直接使用。